# Francis Fox Tuckett
(Leslie Stephen)
Francis Fox Tuckett (Frenchay, 10 febbraio 1834 – Frenchay, 20 giugno 1913) è stato un alpinista britannico.
Fu vicepresidente dell'Alpine Club inglese nel biennio 1866-68 e membro della Royal Geographical Society di Londra.

## Biografia

### Gli anni giovanili
Figlio di una famiglia benestante e colta di Bristol, fu avviato dal padre agli studi mercantili.
La disponibilità di tempo e di danaro della famiglia Tuckett gli permise di viaggiare molto sin da ragazzo. 
Nel 1842, a soli otto anni, trascorse la sua prima estate a Chamonix, dove il padre lo introdusse alla montagna con un'escursione sulla Mer de Glace.
Nel 1856 diede inizio alla sua intensa carriera d'esplorazione montana partendo dall'allora piccola ma già rinomata base di Zermatt. 
Entrò a far parte dell'Alpine Club inglese nel 1859, due anni dopo la sua fondazione. 
Nello stesso anno compì la sua  prima ascensione all'Aletschhorn, nelle Alpi Bernesi. Nel 1860 conquistò il Finsteraarhorn e raggiunse per primo - dal versante savoiardo - il Col d'Argentiére.
Negli anni successivi affrontò vittoriosamente l'ascensione del Monte Rosa, del Breithorn, del Monviso e di numerose altre cime nelle Alpi Occidentali. A metà luglio del 1861 compì la sua prima ascensione al Monte Bianco, salendo con l'amico Leslie Stephen per il Dôme du Goûter e le Bosses du Dromadaire.
Per alcune di tali ascensioni si servì del fondamentale apporto di vari fogli toponomastici montani ottenuti nel 1862 dal Ministero della Guerra francese.

### La scoperta delle Dolomiti
Nel 1864 iniziò ad esplorare le Alpi Centro-Orientali e le Dolomiti, che per molti anni divennero il suo principale interesse. Tuckett imparò persino le lingue e i dialetti locali, e familiarizzò spesso con gli abitanti dei luoghi che frequentava.
Nell'estate del 1864 salì per primo la cresta sud-orientale del Gran Zebrù, e conquistò il Monte Disgrazia. Sempre nel 1864 gli fu intitolata una vetta di 3.462 metri (la "Cima Tuckett"), scalata per la prima volta due anni più tardi da Julius Payer e Johann Pinggera.
Dopo aver salito la Marmolada, nel 1865 conquistò la Cima Adamello a capo di una cordata di sette persone, tra cui Freshfield. Nella stessa estate compì, sempre con Freshfield, l'esplorazione del Gruppo delle Pale di San Martino, grazie alla quale riuscì, due anni più tardi, a conquistare varie vette assieme alle guide alpine bernesi Melchior e Jacob Anderegg, dando inizio al fenomeno dell'alpinismo nel Primiero.
Nel 1870 riuscì a raggiungere per primo la vetta del Cimon della Pala assieme all'amico Edward Robson Whitwell. Di tale impresa Tuckett fornì un dettagliato resoconto sul Bollettino C.A.I. del 1871.
Nell'agosto del 1871, Tuckett e Freshfield giunsero nel Gruppo delle Dolomiti di Brenta, accompagnati dalla guida Devouassoud. Quell'estate si dedicarono all'esplorazione del Gruppo, scoprendo una via di salita alla Cima Brenta a partire da un valico oggi noto come "Bocca di Tuckett".
Dopo il 1872, anno della vittoriosa scalata alla Cima Catinaccio, Tuckett, ormai universalmente riconosciuto come un'autorità indiscussa dell'alpinismo mondiale, lasciò l'esplorazione delle Alpi e si votò all'escursionismo scientifico, compiendo molti viaggi alla scoperta delle montagne statunitensi (1884), norvegesi (1886-1887), greche e balcaniche (1880), spagnole e nordafricane (1888).

### I viaggi e gli ultimi anni
Abbandonata l'esplorazione degli ambienti montani, Tuckett si dedicò ai viaggi, realizzando per tre volte il giro del mondo, e visitando l'Australia, la Nuova Zelanda, il Giappone, l'India e le Americhe. 
Forse a causa della sua attività di esploratore e viaggiatore, per due volte venne arrestato come spia.
Nel 1896, all'età di 62 anni, si sposò. Negli anni successivi continuò a viaggiare accompagnato dalla moglie. 
Nel giugno del 1913, al ritorno da un viaggio in Giappone, morì nella sua villa di Frenchay per un letale attacco di erisipela.

## Riconoscimenti
- Nel 1865 Tuckett ricevette dal Re d'Italia Vittorio Emanuele II di Savoia la "Croce di San Maurizio e San Lazzaro" quale riconoscimento del servizio da lui reso all'Italia per le sue ricerche geografiche e scientifiche nelle Alpi.
- All'alpinista britannico è intitolato il Rifugio Tuckett, presso la Bocca di Tuckett, nelle Dolomiti di Brenta (Trentino occidentale).